# Gregor Pakourianos

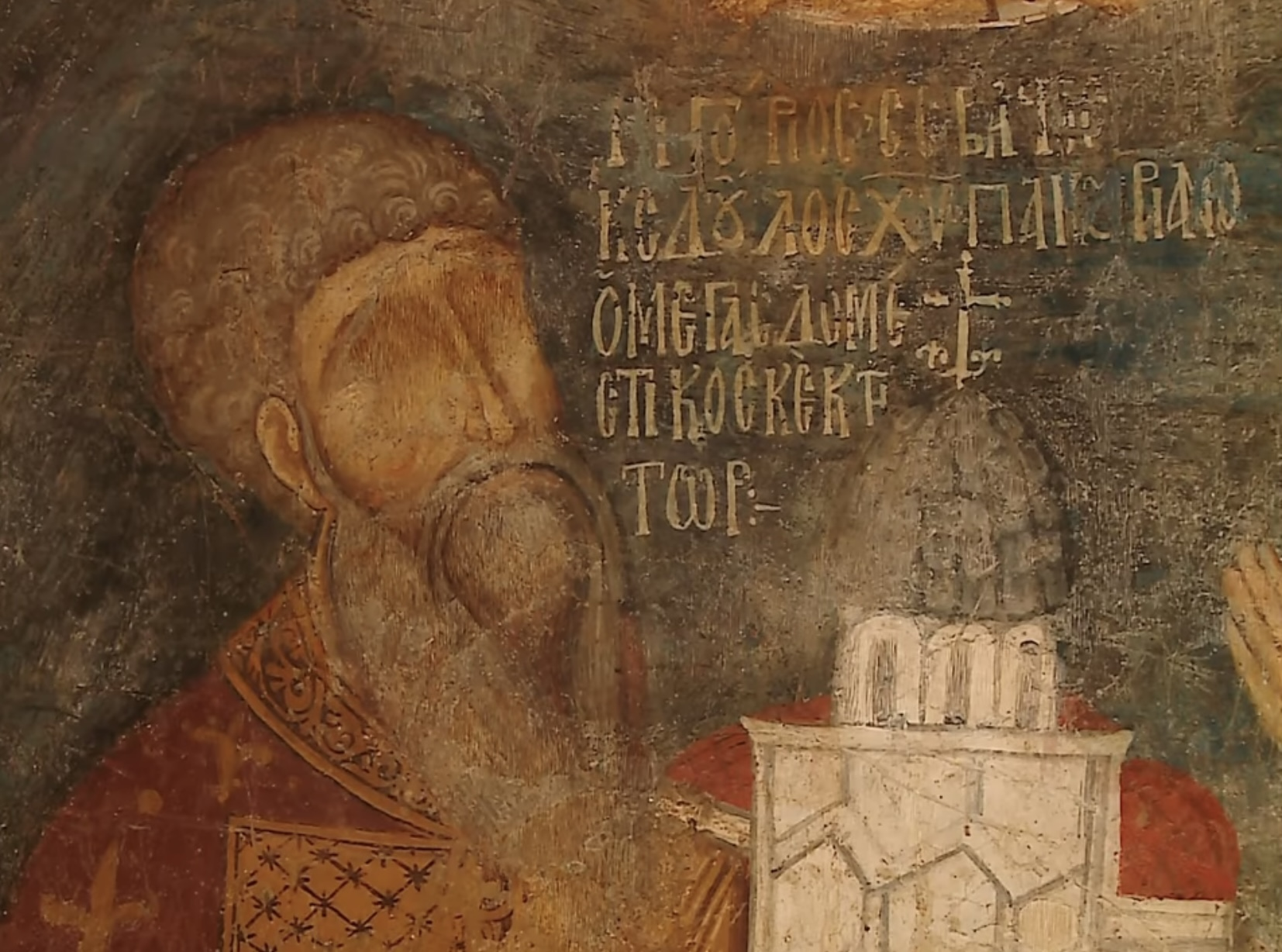
Gregor Pakourianos

Gregor Pakourianos (griechisch Γρηγόριος Πακουριανός, armenisch Գրիգոր Բակուրյան, Grigor Bakurian,  georgisch გრიგოლ ბაკურიანის ძე, bulgarisch Григорий Бакуриани; † 1086) war ein Politiker und Militärkommandeur armenisch-georgischer Abstammung in byzantinischen Diensten. Er ist in erster Linie als der Gründer des georgisch-orthodoxen Klosters Batschkowo in Bulgarien und als Autor eines Statuts (Typikon) bekannt.

## Leben
Gregor Pakourianos war als Sohn einer bekannten Adelsfamilie im Gebiet Tao/Tayk geboren, das seit  1001 durch Byzanz als Thema Iberia annektiert wurde. Er stand mindestens seit Anfang der 1060er Jahre im Militärdienst und diente in den byzantinisch kontrollierten georgischen, armenischen und syrischen Gebieten und den Ländern der Balkanhalbinsel. Er nahm an der erfolglosen Verteidigung von Ani gegen den Seldschuken-Führer Alp Arslan im Jahre 1064 teil. Er diente später unter Michael VII Doukas und Nikephoros III. in verschiedenen verantwortlichen Positionen an den Ost- und Westgrenzen des Reiches. Da das Vorrücken der Seldschuken die Byzantiner zwang, die Festungen im Osten Anatoliens und die Theme Iberia zu räumen, übergab er die Stadt Kars 1072/73 an den georgischen König Giorgi II.; das hielt die Eindringlinge jedoch nicht davon ab, die Stadt zu erobern.
Später war er an einem Staatsstreich beteiligt, der Nikephoros III stürzte. Der neue Kaiser, Alexios I., ernannte ihn zum "Megas Domestikos" (Armeeoberbefehlshaber) des gesamten Westens und gab ihm zahlreiche weitere Ländereien auf dem Balkan. Er besaß zahlreiche Anwesen in verschiedenen Teilen des Reiches und genoss eine Vielzahl von Privilegien des Kaisers, darunter die Befreiung von bestimmten Steuern.
Im Jahre 1081 befehligte er die linke Flanke im Kampf gegen die Normannen bei Dyrrachium. Ein Jahr später verdrängte er die Normannen aus Moglena, dem heutigen Griechenland. Er starb 1086 in der Schlacht von Belaitoba gegen die Petschenegen. Er soll so stark vorangestürmt sein, dass er gegen einen Baum stieß.
Er war auch als Schutzherr und Befürworter der christlich-georgischen Kultur bekannt. Er machte zusammen mit seinem Bruder Apasios 1074 dem Kloster Iviron auf dem Berg Athos eine bedeutende Spende. Bald nach 1075 gründete und erbaute er auf eigene Kosten das ausschließlich für georgische Mönche bestimmte Theotokos-Kloster Petritzos (heute Kloster Batschkowo) und bestimmte es zu seiner und seines Bruders Grablege. Im Dezember 1083 unterzeichnete er für dieses die in zwei Sprachen, einem georgischen und einem griechischen Exemplar, abgefassten Klosterregeln (Typikon), erhalten in Manuskripten ab dem 13. Jahrhundert. Die Unterschrift ist nicht überliefert. Die Notiz, Gregor habe beide Exemplare in armenischer Schrift unterzeichnet, findet sich nur in einer griechischen Abschrift.